# 27 января
27 января — 27-й день года  по григорианскому календарю.
До конца года остаётся 338 дней (339 дней в високосные годы).
До 15 октября 1582 года — 27 января по юлианскому календарю, с 15 октября 1582 года — 27 января по григорианскому календарю.
В XX и XXI веках соответствует 14 января по юлианскому календарю.

## Праздники и памятные дни
См. также: Категория:Праздники 27 января

### Международные
- ООН — Международный день памяти жертв Холокоста

### Национальные
- Босния и Герцеговина,  Сербия — Савиндан — День святого Саввы
- Грузия — День поминовения святой равноапостольной Нино, просветительницы Грузии (Нинооба).
- Монако — День памяти блаженной Девоты, покровительницы Монако
- Россия — День воинской славы — день полного освобождения Ленинграда от блокады немецкими и финскими войсками.
- Туркменистан — День защитника Отечества[2][3]

### Религиозные
Католицизм
 — Память блаженной Девоты.
 Православие
 — Отдание праздника Богоявления;
 — память преподобных отцев в Синае и Раифе избиенных: Исаии, Саввы, Моисея и ученика его Моисея, Иеремии, Павла, Адама, Сергия, Домна, Прокла, Ипатия, Исаака, Макария, Марка, Вениамина, Евсевия, Илии и иных с ними (IV—V);
 — память равноапостольной Нины, просветительницы Грузии (335);
 — память преподобного Иоанна (Кевролетина) исповедника (1961);
 — память преподобного Иосифа Аналитина, Раифского (IV);
 — память преподобного Феодула Синайского (V);
 — память преподобного Стефана Вифинского (Халкидонского) (VIII).

### Именины
- Католические: Девота
- Православные: Агния, Адам, Андрей, Аристарх, Вениамин, Геласий, Домн, Давид, Евсевий, Иеремия, Иван, Ипатий, Илья, Иосиф, Исаак, Исаия, Макарий, Марк, Маркелл, Моисей, Нина, Орион, Павел, Пафнутий, Прокл, Савва, Сергей, Стефан, Феодул

## События
См. также: Категория:События 27 января

### До XX века
- 1302 — Данте Алигьери заочно осуждён и изгнан из Флоренции[6].
- 1785 — основан Университет Джорджии.
- 1880 — американец Томас Эдисон получил патент на лампу накаливания.

### XX век
- 1902 — гахам Таврический и Одесский Самуил Пампулов, верховный светский и духовный глава караимов, совершил торжественное освящение кенассы в г. Киеве. Всех восхищала красота постройки и роскошь отделки в мавританско-арабском стиле.
- 1918 — началась Гражданская война в Финляндии.
- 1924 — в Москве прошли похороны Владимира Ленина (гроб с забальзамированным телом помещён во временный мавзолей).
- 1931 — Пьер Лаваль стал премьер-министром Франции.
- 1935 — город Самара переименован в Куйбышев, в честь советского партийного деятеля Валериана Куйбышева.
- 1939 — первый полёт американского тяжёлого истребителя Lockheed P-38 Lightning.
- 1944 — Вторая мировая война: в результате операции «Январский гром» было завершено полное снятие блокады Ленинграда.
- 1945 — Вторая мировая война: войсками 59-й и 60-й армий 1-го Украинского фронта освобождены узники концлагеря в Освенциме (Польша).
- 1948 — начало продаж в США магнитофонов (Wire Recording, 149$).
- 1951 — первый ядерный взрыв в рамках операции Ranger на полигоне в Неваде.
- 1961 — в Баренцевом море затонула советская подводная лодка С-80. Погибли все 68 членов экипажа. Лодка была поднята на поверхность в 1969 году.
- 1952 - вечером после конфликта с Великобританией отправлен в отставку премьер-министр Египта Мустафа Нахасс, в стране введено военное положение. Премьер-министром назначен Али Махир (до 2 марта 1952 года).
- 1962 - Катастрофа Ан-10 в Ульяновске. 13 человек погибло.
- 1963 - после вооружённых выступлений в португальской колонии Мозамбик введено чрезвычайное положение.
- 1967
  - Заключён международный Договор о принципах деятельности государств по исследованию и использованию космического пространства, объявивший космос достоянием всего человечества и установивший запрет на размещение в космическом пространстве ядерного оружия.
  - Катастрофа на испытаниях «Аполлон-1», погибли 3 астронавта.
- 1970 - премьер-министр Лесото Л. Джонатан ввёл в стране чрезвычайное положение, аннулировал результаты выборов, которые проиграла его партия, приостановил действие конституции. Коммунистическая партия Лесото объявлена вне закона.
- 1973 — подписано Парижское соглашение о прекращении войны и восстановлении мира во Вьетнаме.
- 1975 - в Кувейте прошли выборы в Национальное собрание.
- 1976 - США наложили вето на резолюцию ООН, призывавшую к созданию независимого палестинского государства.
- 1978 - президент Никарагуа Анастасио Сомоса отверг обращение предпринимательских кругов страны о своей отставке.
- 1980 - В Исламабаде открылась двухдневная сессия организации Исламская конференция, осудившая ввод советских войск в Афганистан.
- 1982 - Премьер-министр Ирландии Гаррет Фицджеральд объявил о своей отставке из-за проблем с бюджетом на 1981-1982 годы.
- 1984 - на сессии Верховного народного собрания КНДР председателем Административного Совета КНДР.
- 1983 — закончена проходка самого длинного подводного тоннеля Сэйкан (53,85 км, Хонсю — Хоккайдо).
- 1986 - на пост президента Гондураса вступил представитель представитель Либеральной партии Хосе Аскона.
- 1990 - Белорусский язык объявлен государственным в БССР.
- 1993 - Иван Кислов пытался совершить покушение на Бориса Ельцина.
- 1996 — в Германии впервые прошли мероприятия в рамках Международного дня памяти жертв Холокоста.
- 1997 - прошли президентские выборы в Чечне.
- 1998 - В ночь на этот же день близ села Хреновое Воронежской области терпит крушение поезд, шедший с Украины в Пензу: 13 вагонов с металлоконструкциями и 6 пустых цистерн сходят с рельсов. Жертв нет.

### XXI век
- 2009 — митрополит Смоленский и Калининградский Кирилл избран Поместным собором XVI патриархом Московским и всея Руси.
- 2010 — конституционный кризис в Гондурасе: инаугурация президента Порфирио Лобо.
- 2011 — Арабская весна: началась революция в Йемене.
- 2013 — пожар в ночном клубе «Kiss» в бразильском городе Санта-Мария, погибло 242 человека, 630 человек было ранено.
- 2023 — стрельба в синагоге Восточного Иерусалима, 7 погибших.

### Ожидаемое
- 2055 — частное солнечное затмение[англ.].
- 2074 — кольцеобразное солнечное затмение[англ.].
- 2093 — полное солнечное затмение[англ.].

## Родились

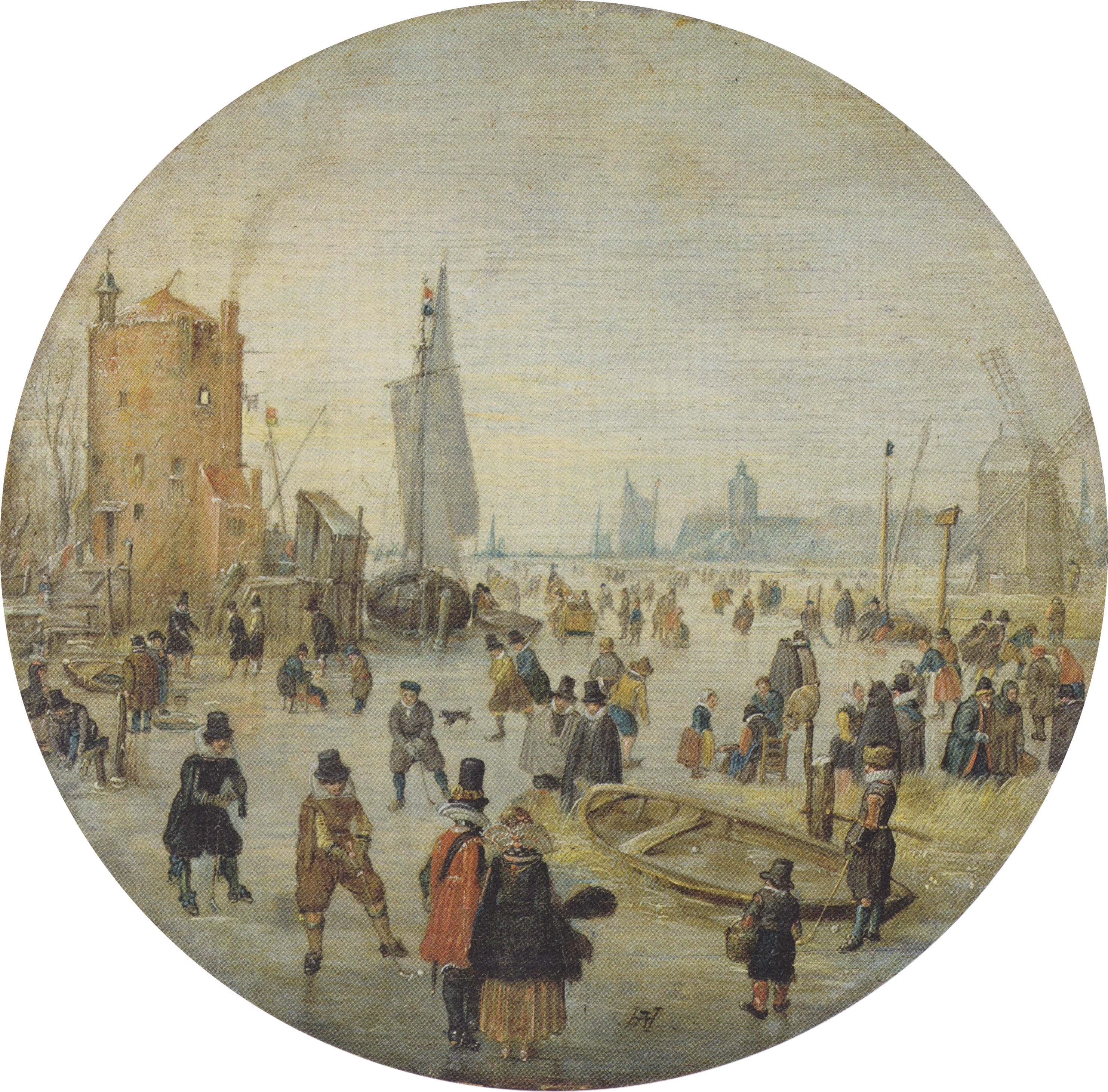
Хендрик Аверкамп. Зимний пейзаж

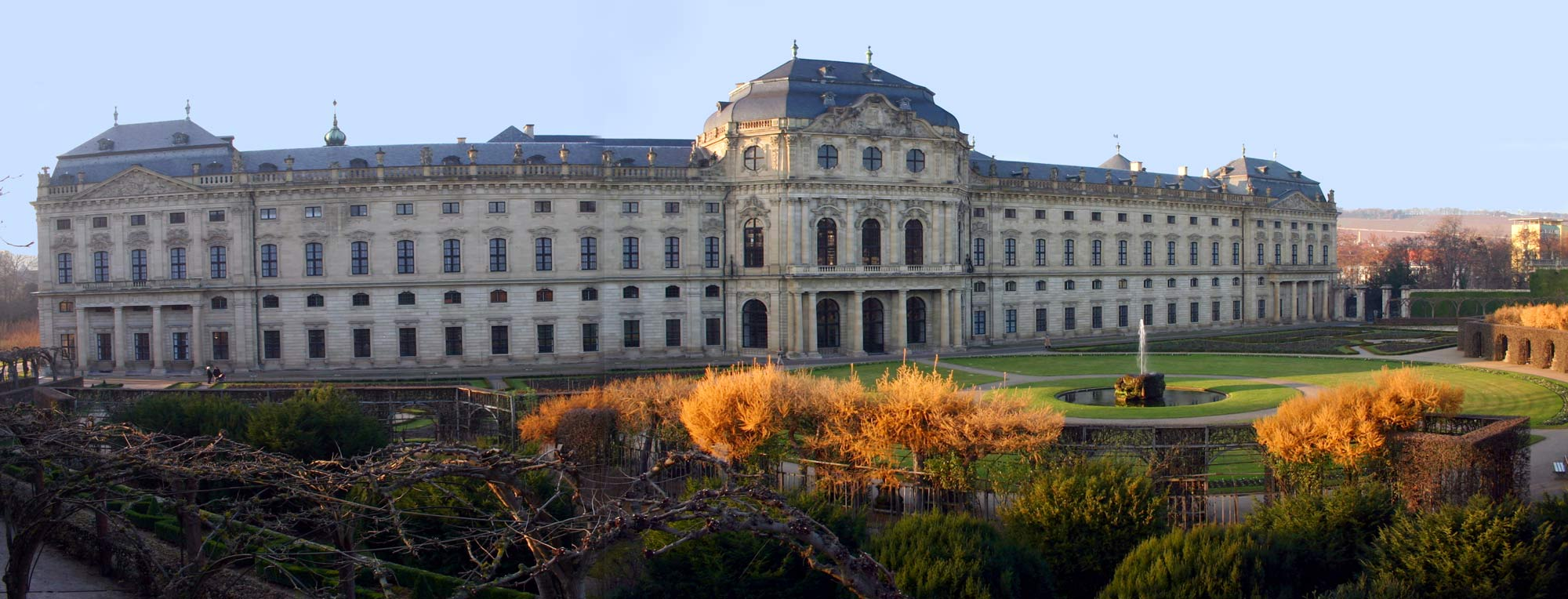
Иоганн Бальтазар Нейман Дворец-резиденция. Вюрцбург

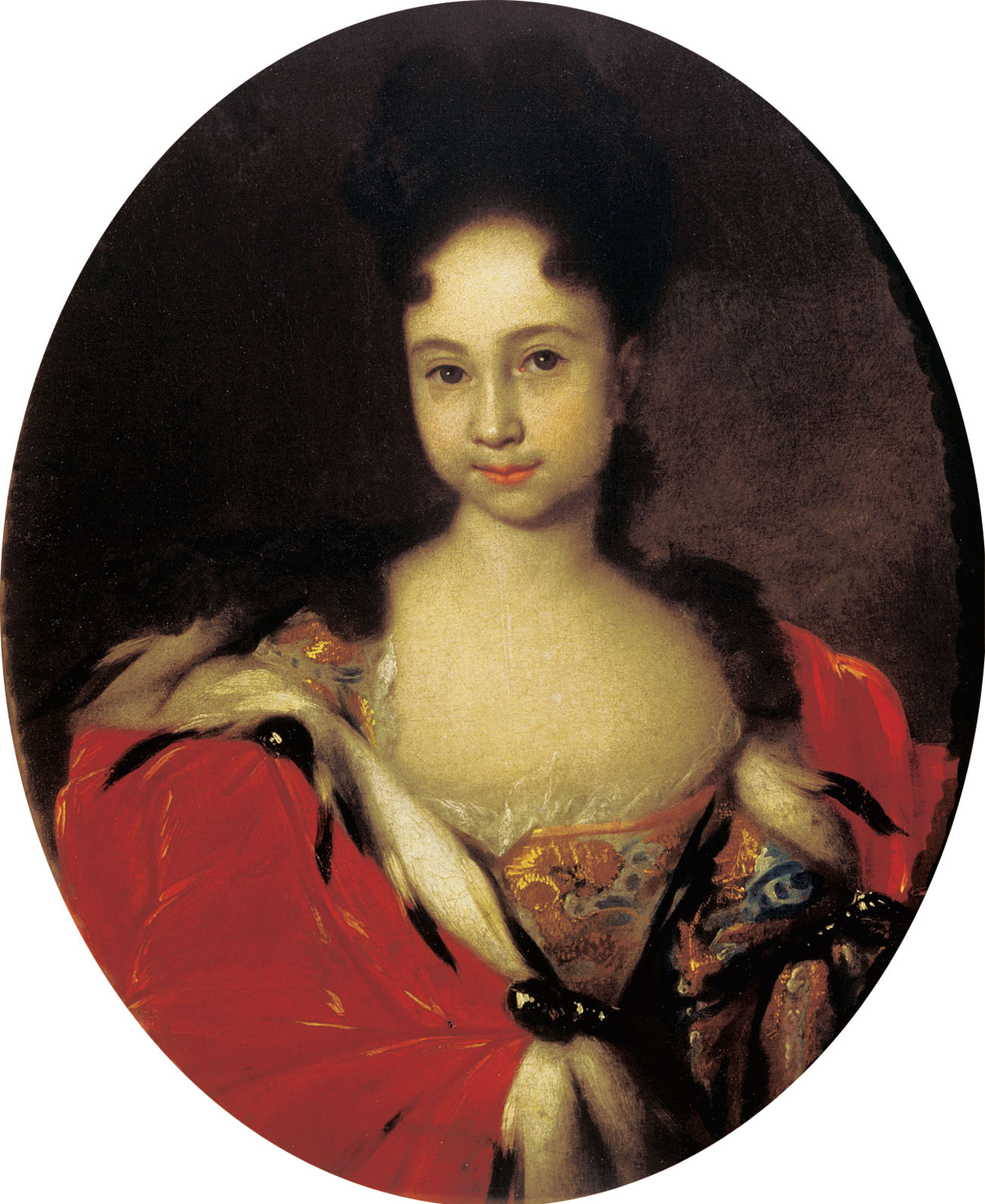
Цесаревна Анна Петровна

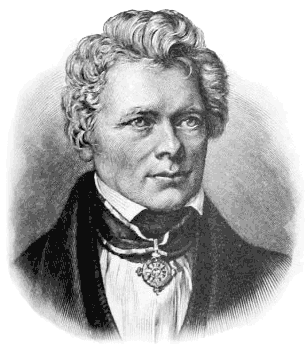
Фридрих Вильгельм Шеллинг

См. также: Категория:Родившиеся 27 января

### До XIX века
- 1571 — Аббас I Великий (ум. 1629), шах Ирана из династии Сефевидов, правивший в 1587—1629 гг.
- 1585 — Хендрик Аверкамп (ум. 1634), нидерландский живописец-пейзажист.
- 1621 — Томас Уиллис (ум. 1675), британский учёный-медик, один из лидеров английских ятрохимиков.
- 1687 — Иоганн Бальтазар Нейман (ум. 1753), виднейший немецкий архитектор барокко и рококо.
- 1756 — Вольфганг Амадей Моцарт (ум. 1791), великий австрийский композитор, органист, пианист.
- 1757 — Гомес Фрейре де Андраде (ум. 1817), португальский генерал, участник русско-турецкой войны (1787—1792) и наполеоновских войн.
- 1775
  - Пётр Фролов (ум. 1839), русский горный инженер, изобретатель, государственный деятель.
  - Фридрих Вильгельм Йозеф Шеллинг (ум. 1854), немецкий философ.
- 1790 — Петро Гулак-Артемовский (ум. 1865), украинский историк и писатель, ректор Харьковского университета.

### XIX век
- 1805

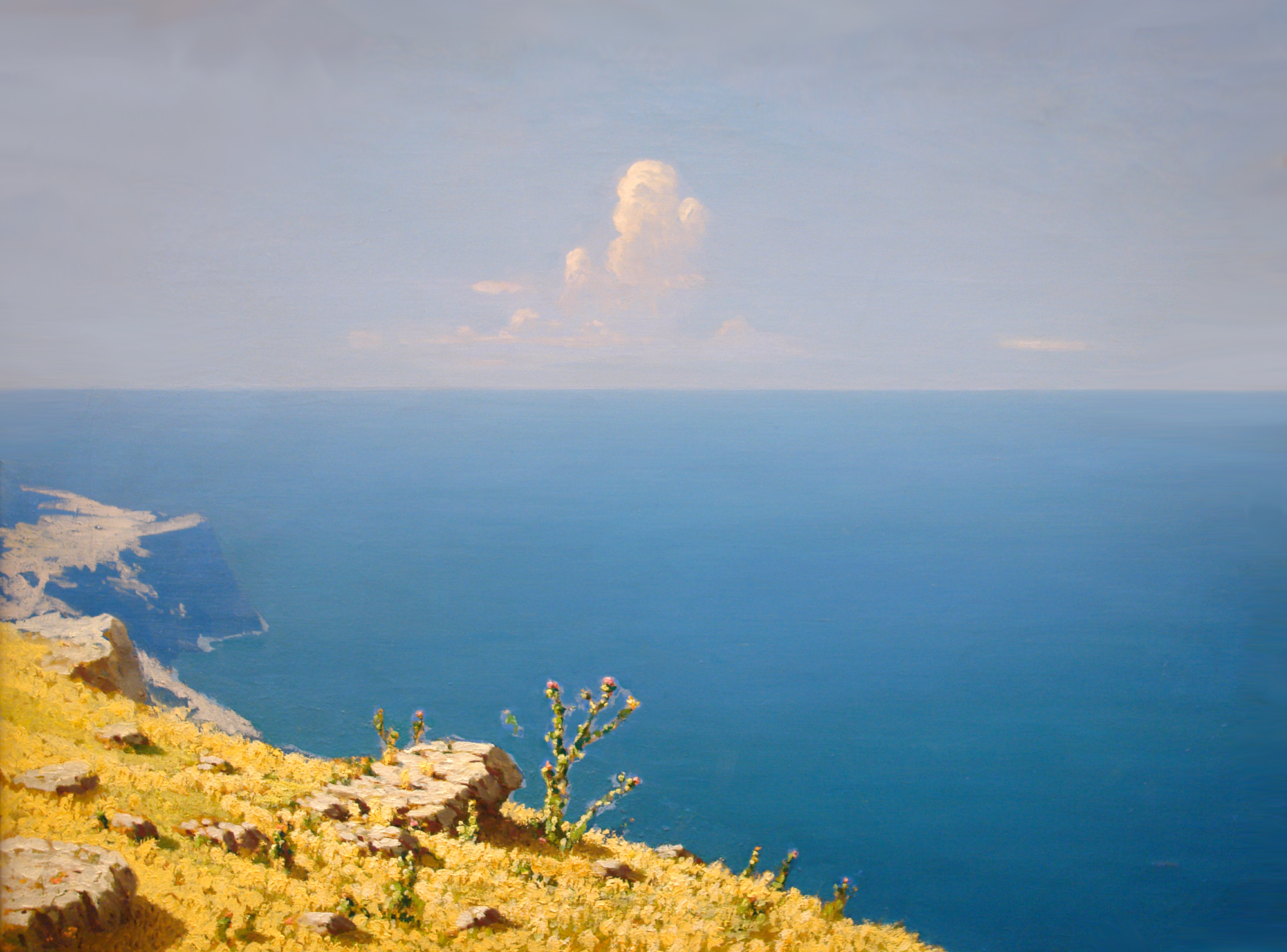
А. И. Куинджи. Море. Крым, 1898—1908. Русский музей

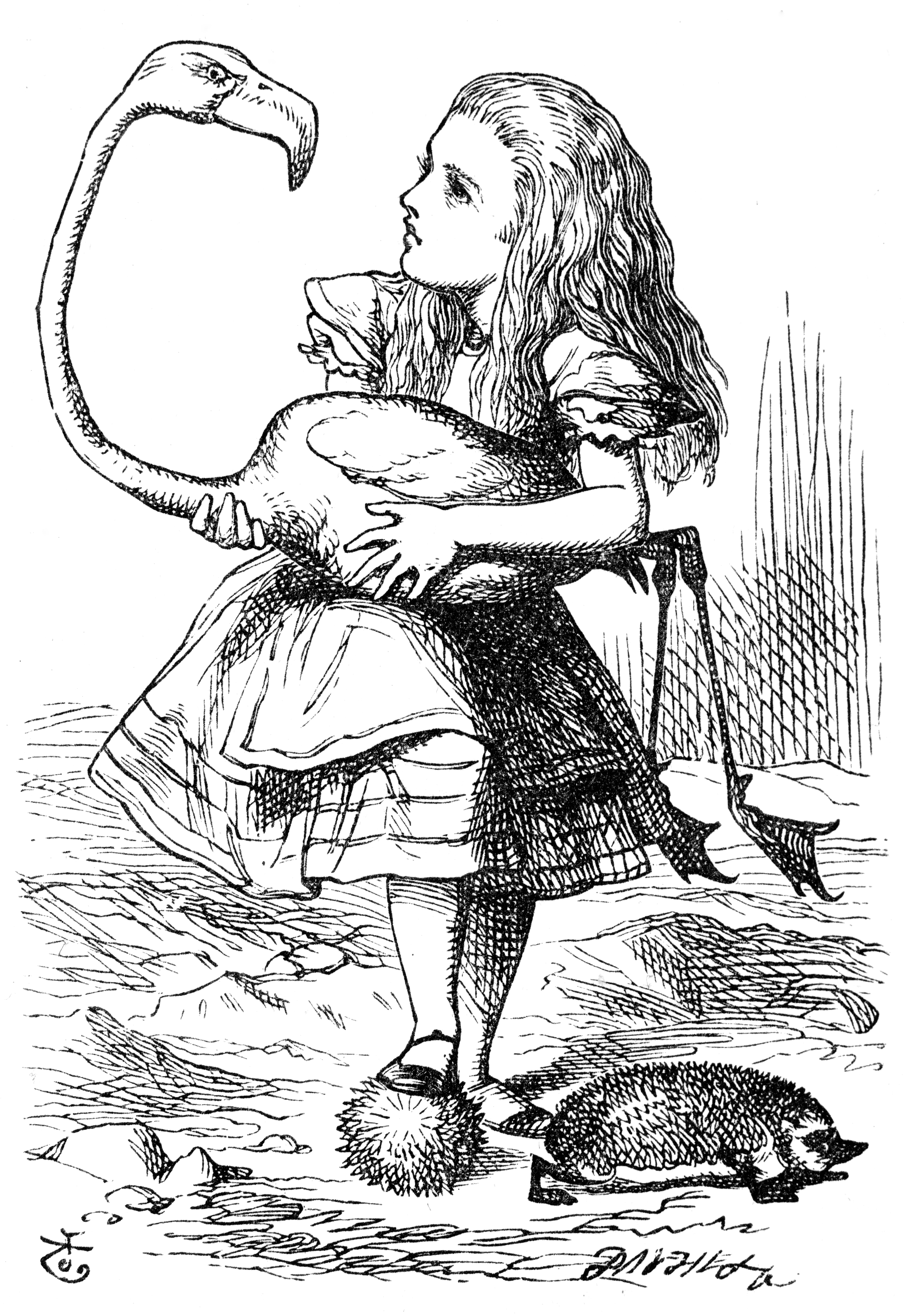
«Алиса в стране чудес»

  - Мария Анна (ум. 1877), принцесса Баварская, дочь короля Баварии Максимилиана I, в замужестве королева-консорт Саксонии.
  - София Баварская (ум. 1872), принцесса Баварская, мать императора Франца Иосифа I.
  - Сэмюэл Палмер (ум. 1881), английский художник-романтик.
- 1806 — Юлиус Гюбнер (ум. 1882), немецкий художник, директор Дрезденской галереи.
- 1808 — Давид Фридрих Штраус (ум. 1874), немецкий философ, историк, теолог, публицист.
- 1814 — Эжен Виолле-ле-Дюк (ум. 1879), французский архитектор и реставратор.
- 1823 — Эдуар Лало (ум. 1892), французский композитор.
- 1824 — Йозеф Исраэлс (ум. 1911), голландский жанровый живописец-реалист, глава Гаагской школы живописи.
- 1826 — Михаил Салтыков-Щедрин (ум. 1889), писатель, классик русской литературы, журналист, государственный деятель.
- 1832 — Льюис Кэрролл (наст. имя Чарльз Лютвидж Доджсон; ум. 1898), английский писатель, математик и философ, автор «Алисы в стране чудес».
- 1832 — Фёдор Шмидт (ум. 1908), российско-эстонский геолог, ботаник и палеонтолог.
- 1836 — Леопольд фон Захер-Мазох (ум. 1895), австрийский писатель.
- 1839 — Николай Бобриков (ум. 1904), русский военный и государственный деятель, генерал-губернатор Финляндии (1898—1904).
- 1841 — Архип Куинджи (ум. 1910), российский живописец греческого происхождения, мастер пейзажа.
- 1848 — Того Хэйхатиро (ум. 1934), маршал флота Японской империи, командующий Объединённым флотом Японии в русско-японской войне 1904—1905 гг.
- 1850
  - Джон Кольер (ум. 1934), английский художник-прерафаэлит.
  - Эдвард Джон Смит (ум. 1912), английский морской офицер, первый капитан лайнера «Олимпик», первый и единственный капитан лайнера «Титаник».
- 1859
  - Вильгельм II (ум. 1941), 3-й кайзер Германской империи и король Пруссии (1888—1918), один из главных инициаторов Первой мировой войны.
  - Павел Милюков (ум. 1943), русский политик, историк, публицист, в 1917 г. министр иностранных дел Временного правительства.
- 1879 — Павел Бажов (ум. 1950), русский советский писатель, автор уральских сказов, фольклорист, журналист.
- 1900
  - Александр Ахола-Вало (ум. 1997), финский художник и мыслитель.
  - Хайман Джордж Риковер (ум. 1986), американский адмирал, «отец атомного флота».

### XX век

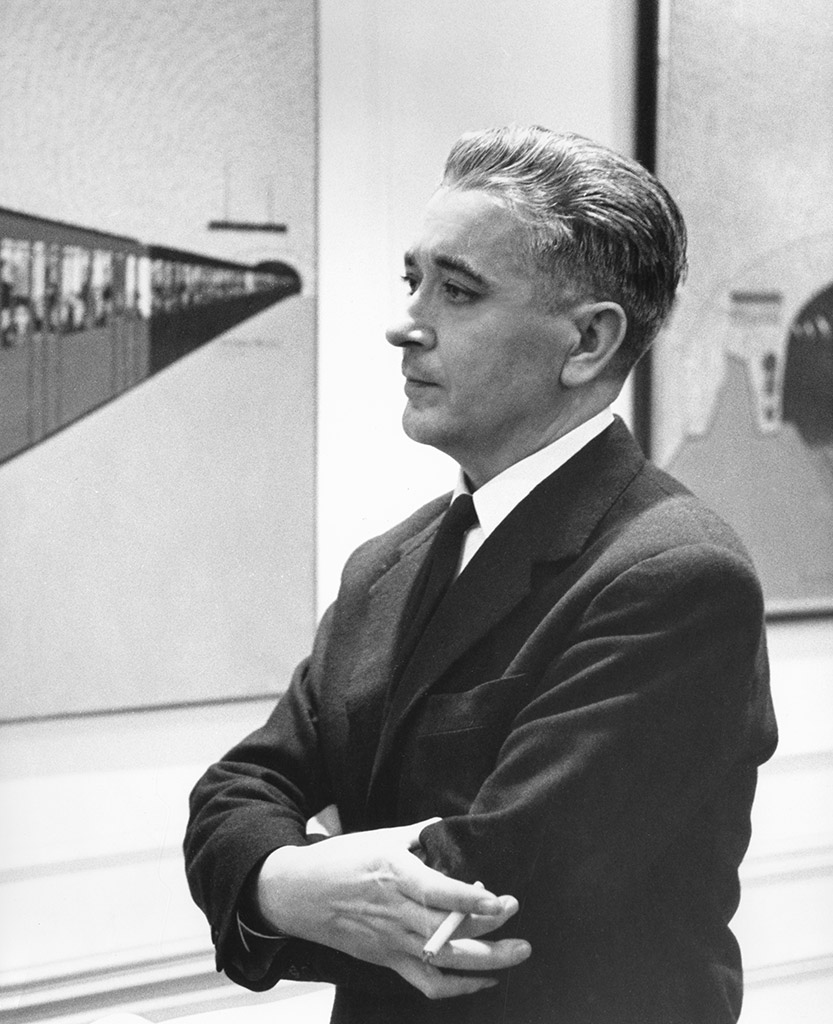
Яков Гнездовский

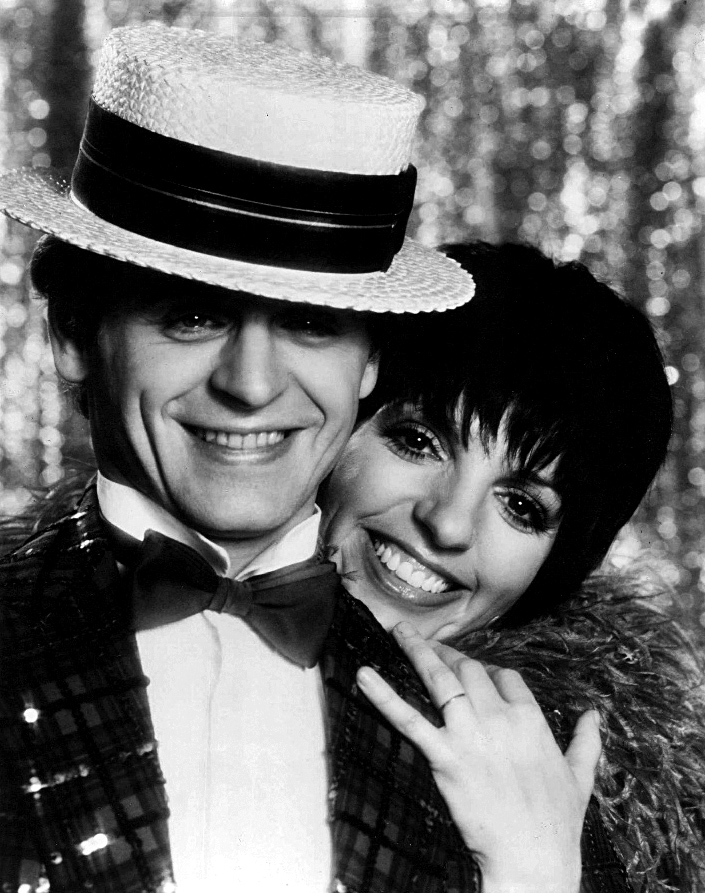
Михаил Барышников с Лайзой Миннелли. Нью-Йорк, 1980

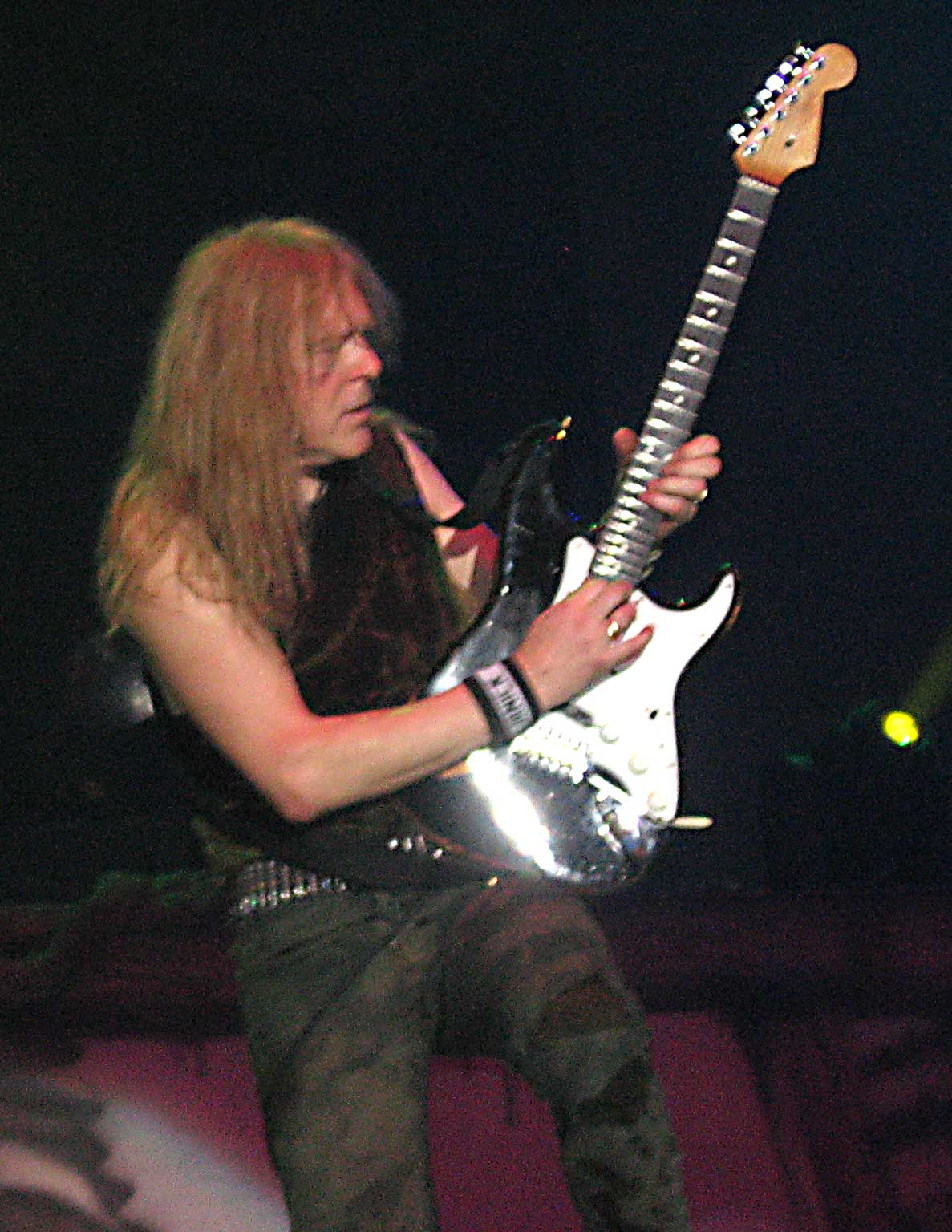
Janick Gers

- 1909 — Вера Дулова (ум. 2000), советская и российская арфистка, педагог, народная артистка СССР.
- 1915 — Яков Гнездовский (ум. 1985), американский художник, мастер графической миниатюры, искусствовед.
- 1923 — Владимир Алексенко (ум. 1995), советский военный лётчик, гвардии генерал-лейтенант авиации. Дважды Герой Советского Союза.
- 1927 — Михаил Калик (ум. 2017), советский и израильский кинорежиссёр.
- 1932
  - Римма Казакова (ум. 2008), советская и российская поэтесса, переводчик.
  - Борис Шахлин (ум. 2008), советский гимнаст, 7-кратный олимпийский чемпион.
- 1933 — Николай Фадеечев (ум. 2020), артист балета, педагог, народный артист СССР.
- 1934 — Эдит Крессон, премьер-министр Франции (1991—1992), первая женщина во главе французского правительства.
- 1936 — Сэмюэл Тинг, китайский и американский физик-ядерщик, лауреат Нобелевской премии (1976).
- 1938 — Виктор Жданович, советский фехтовальщик на рапирах, трёхкратный олимпийский чемпион.
- 1939 — Тигран Мансурян, армянский композитор.
- 1940 — Пётр Лучинский, советский и молдавский политик, президент Республики Молдова (1997—2001).
- 1944
  - Мейрид Корриган, североирландская активистка, борец за прекращение конфликта в Северной Ирландии, лауреат Нобелевской премии мира (1976).
  - Ник Мейсон, британский барабанщик, один из основателей рок-группы Pink Floyd.
- 1948
  - Михаил Барышников, советский и американский артист балета, хореограф, киноактёр.
  - Валерий (Вилли) Брайнин, российский и германский поэт и переводчик, эссеист, культуролог, музыковед.
- 1949 — Збигнев Рыбчинский, польский кинорежиссёр.
- 1950
  - Педро Хуан Гутьеррес, кубинский писатель, поэт-экспериментатор, художник, журналист.
  - Виктор Косых (при рожд. Волков; ум. 2011), советский и российский актёр театра и кино.
- 1951 — Брайан Дауни, ирландский ударник, автор песен, участник и основатель группы Thin Lizzy.
- 1954 — Виктор Золотов, генерал, главнокомандующий войсками национальной гвардии РФ (с 2016).
- 1957 — Яник Герс, британский гитарист, автор песен, участник хеви-метал-группы Iron Maiden.
- 1964 — Бриджит Джейн Фонда, американская актриса.
- 1968
  - Майк Паттон, американский музыкант, композитор, актёр, вокалист Faith No More.
  - Tricky (наст. имя Эдриан Тоус), британский трип-хоп-музыкант.
- 1973 — Валентин Белькевич (ум. 2014), белорусский футболист и тренер.
- 1974 — Уле-Эйнар Бьёрндален, норвежский биатлонист, 8-кратный олимпийский чемпион, 20-кратный чемпион мира.
- 1977 — Елена Ваенга (наст. фамилия Хрулёва), российская певица, автор песен.
- 1979 — Розамунд Пайк, британская актриса, обладательница премий «Золотой глобус» и «Эмми».
- 1980 — Марат Сафин, российский теннисист, бывшая первая ракетка мира, победитель двух турниров Большого шлема.
- 1981 — Алисия Молик, австралийская теннисистка, экс-восьмая ракетка мира, призёр Олимпийских игр.
- 1984 — Юрий Бережко, российский волейболист, олимпийский чемпион.
- 1985 — Эрик Рэдфорд, канадский фигурист (парное катание), олимпийский чемпион в команде (2018), неоднократный чемпион мира и четырёх континентов.
- 1987
  - Денис Глушаков, российский футболист, полузащитник.
  - Роман Шишкин, российский футболист, защитник.
  - Антон Шунин, российский футболист, вратарь.
- 1989 — Рикки Ван Волфесвинкел, нидерландский футболист, нападающий.
- 1991
  - Василий Шуптар, украинский борец вольного стиля, призёр чемпионатов европы 2014 и 2019 годов.
  - Александр Игнёвски, сербский футболист, защитник.
- 1993
  - Юрий Ковалёв, белорусский футболист.
  - Яя Саного, французский футболист.
- 1995
  - Гаррисон Рид, английский футболист.
  - Ульви Баджарани, Азербайджанский шахматист.
- 1996
  - Ультимо, (наст. имя Никколо Морикони) итальянский автор-исполнитель.
  - Денислав Златев, болгарский борец, самбист и кикбоксёр.
  - Эсме Виссер, нидерландская конькобежка.
- 1997
  - Ко Итакура, японский футболист.
  - Стефания Елфутина, российская яхтсменка.
  - Кирил Милов, болгарский борец греко-римского стиля.
- 1998
  - Альбина Кельменди, косовско-албанская певица и автор песен.
  - Александр Ломовицкий, российский футболист.
  - Магомедхан Магомедов, азербайджанский борец вольного стиля.
- 2000 — Орельен Чуамени, французский футболист, призёр чемпионата мира (2022).

## Скончались
См. также: Категория:Умершие 27 января

### До XIX века

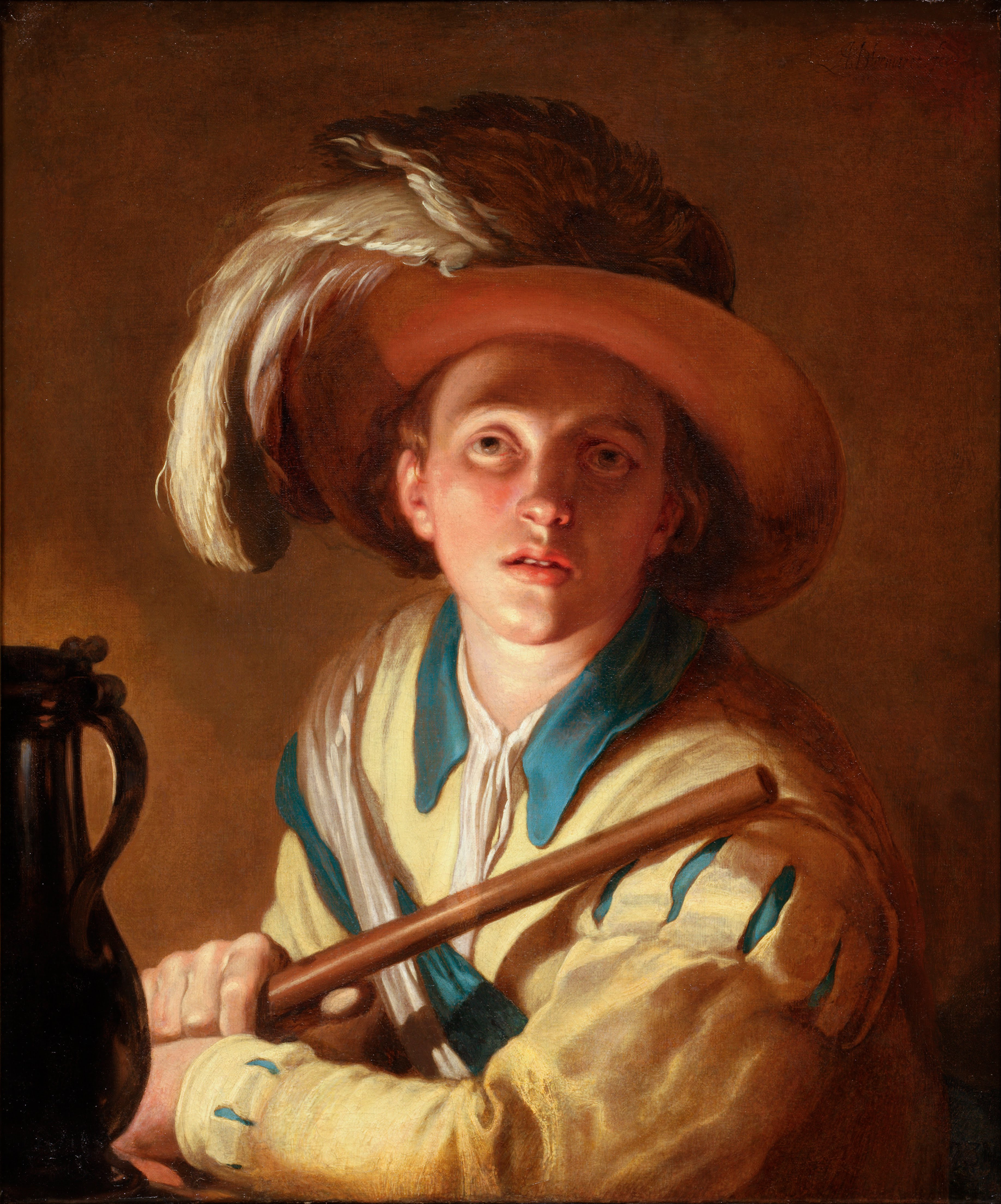
А. Блумарт. Флейтист, 1621

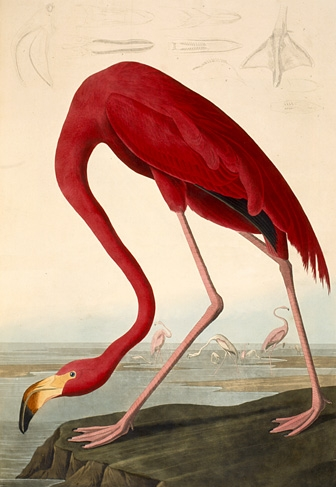
Одюбон, Красный фламинго

- 98 — Нерва (Марк Кокцей Нерва; р. 30), римский император (96—98).
- 1540 — Анджела Мери́чи (р. 1474), святая Римско-Католической Церкви, основательница женской монашеской конгрегации урсулинок.
- 1592 — Джованни Паоло Ломаццо (р. 1538), итальянский художник и теоретик искусства, представитель миланского маньеризма.
- 1651 — Абрахам Блумарт (р. 1564), нидерландский художник, работавший в жанрах исторической и религиозной живописи.
- 1731 — Бартоломео Кристофори (р. 1655), итальянский музыкальный мастер — изобретатель фортепиано.
- 1750 — Иван Трубецкой (р. 1667), генерал-фельдмаршал, соратник Петра I, последний боярин в русской истории.
- 1758 — Сенезино (или Франческо Бернарди; р. 1686), итальянский певец-кастрат, долгое время сотрудничавший с композитором Г. Ф. Генделем.

### XIX век
- 1814 — Иоганн Готлиб Фихте (р. 1762), немецкий философ и общественный деятель, представитель немецкого классического идеализма.
- 1844 — Шарль Нодье́ (р. 1780), французский писатель романтик, библиофил.
- 1850 — Иоганн Готфрид Шадов (р. 1764), немецкий скульптор-классицист, теоретик искусства.
- 1851 — Джон Джеймс Одюбон (р. 1785), американский натуралист и художник-анималист.
- 1852 — Пааво Руотсалайнен (р. 1777), финский лютеранский проповедник-мирянин, лидер религиозного движения.
- 1857 — княгиня Дарья Ливен (р. 1785), первая русская женщина-дипломат, агент русского правительства в Лондоне и Париже.
- 1860 — Янош Бойяи (р. 1802), венгерский математик, один из первооткрывателей неевклидовой геометрии.
- 1864
  - Лео фон Кленце (р. 1784), немецкий архитектор, художник и писатель.
  - Генрих Розе (р. 1795), немецкий химик.
- 1873 — Адам Седжвик (р. 1785), британский исследователь, один из основоположников современной геологии; ввёл понятия девонского и кембрийского геологических периодов.
- 1885 — Миша Анастасиевич (р. 1815), сербский предприниматель, филантроп.
- 1888 — Джордж Годвин (р. 1813), английский архитектор, искусствовед, редактор журнала «The Builder[англ.]».

### XX век

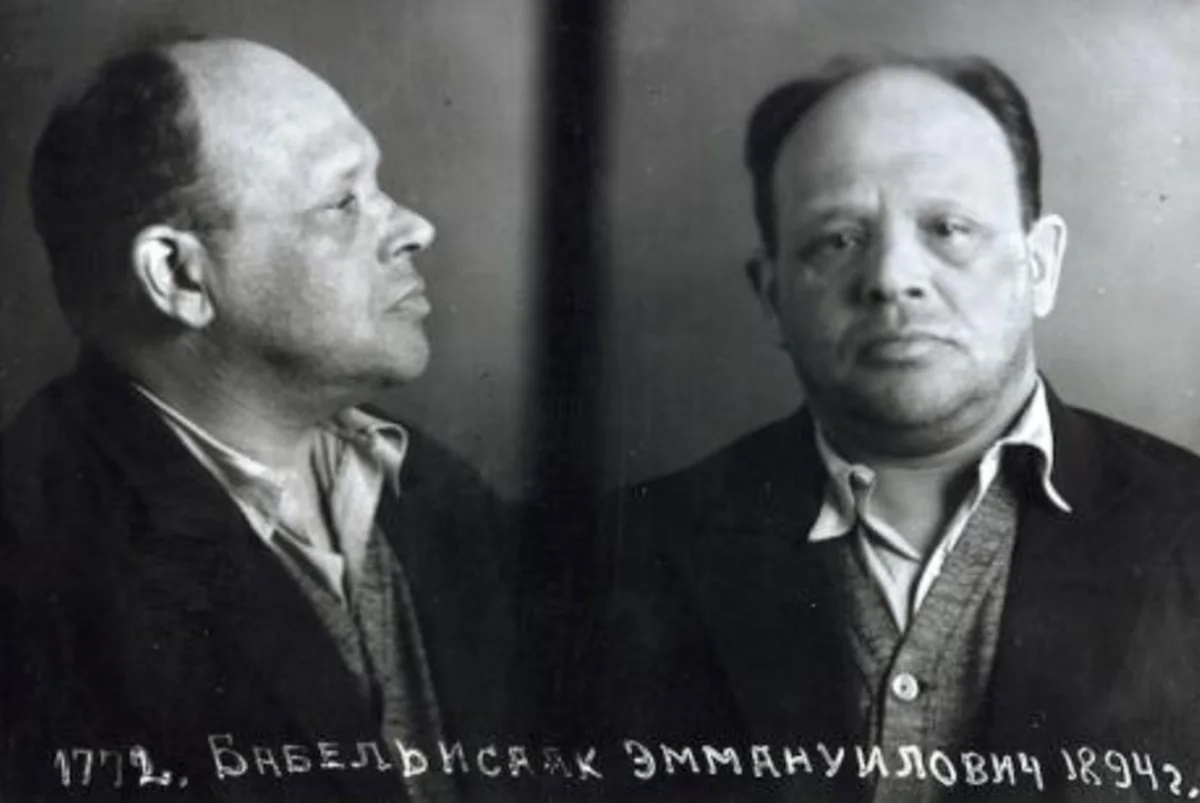
Исаак Бабель Фото НКВД, 1939

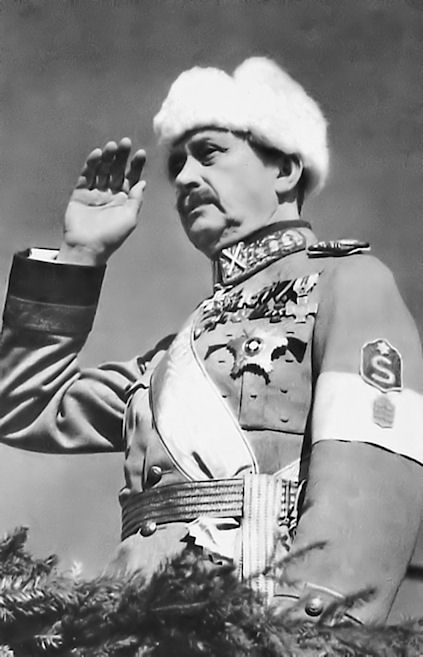
Густав Маннергейм, 1937

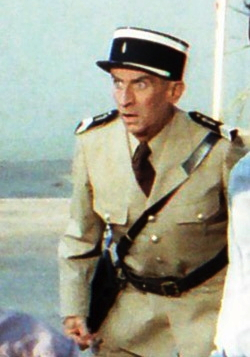
Луи де Фюнес, 1978

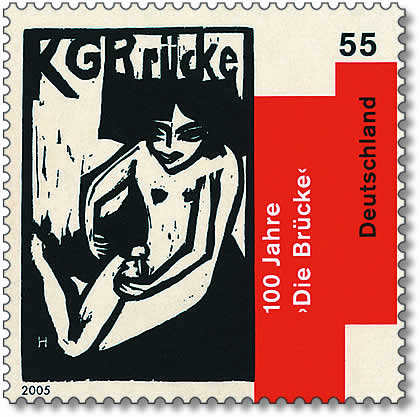
Ксилография Эриха Хеккеля

- 1901 — Джузеппе Верди (р. 1813), итальянский композитор.
- 1919
  - Эндре Ади (р. 1877), венгерский поэт и общественный деятель, революционно-демократический публицист.
  - Николай Иванов (р. 1851), русский военный деятель, генерал-адъютант, генерал от артиллерии.
- 1922
  - Нелли Блай (наст. имя Элизабет Джейн Кокран; р. 1864), американская журналистка, писательница, предприниматель, благотворительница.
  - Джованни Верга (р. 1840), итальянский писатель-реалист.
- 1927 — Карл Удель (р. 1844), немецкий виолончелист и музыкальный педагог.
- 1940 — расстрелян Исаак Бабель (р. 1894), советский писатель, переводчик, сценарист, драматург, журналист.
- 1942 — Яан Юнкур (р. 1887), эстонский военный офицер, полковник, дипломат.
- 1949 — Борис Асафьев (р. 1884), русский советский композитор, музыковед, музыкальный критик, педагог, академик АН СССР, народный артист СССР.
- 1951 — Карл Густав Эмиль Маннергейм (р. 1867), финский военный и государственный деятель, президент Финляндии (1944—1946).
- 1956 — Эрих Клайбер (р. 1890), австрийский дирижёр.
- 1962 — Леонид Старокадомский (р. 1875), русский советский врач, полярный исследователь, первооткрыватель Северной Земли.
- 1967 — погибли при пожаре на «Аполлоне-1»:
  - Вирджил Гриссом (р. 1926), американский астронавт, совершивший второй суборбитальный полёт;
  - Эдвард Уайт (р. 1930), первый американский астронавт, вышедший в открытый космос (в 1965);
  - Роджер Чаффи (р. 1935), американский авиаинженер, лётчик-астронавт.
- 1967 — покончил с собой Луиджи Тенко (р. 1938), итальянский певец, автор-исполнитель, композитор.
- 1968
  - Валентин Овечкин (р. 1904), русский советский писатель-прозаик, драматург, журналист.
  - Виктор Синайский (р. 1893), советский скульптор.
- 1969 — Ханс Елинек (р. 1901), австрийский композитор, использовший технику додекафонии, педагог.
- 1970 — Эрих Хеккель (р. 1883), немецкий художник-экспрессионист (объединение «Die Brücke»).
- 1972 — Махалия Джексон (р. 1911), американская певица.
- 1979
  - Дмитрий Блохинцев (р. 1908), советский физик, член-корреспондент АН СССР.
  - Виктория Окампо (р. 1890), аргентинская писательница, общественный деятель, издатель.
- 1983
  - Жорж-Огюстен Бидо (р. 1899), французский политик, премьер-министр Франции (1946 и 1949—1950).
  - Луи де Фюнес (р. 1914), французский киноактёр-комик, кинорежиссёр и продюсер.
- 1986 — Лилли Палмер (р. 1914), немецкая актриса, номинантка на премию «Золотой глобус».
- 1987 — Норман МакЛарен (р. 1914), канадский кинорежиссёр и художник, основоположник канадской мультипликации.
- 1993 — Маргер Зариньш (р. 1910), латвийский композитор, дирижёр, писатель, народный артист СССР.
- 1995 — Жан Тардьё (р. 1903), французский поэт, драматург, эссеист, переводчик.
- 1996
  - Вячеслав Лемешев (р. 1952), советский боксёр, олимпийский чемпион (1972), двукратный чемпион Европы.
  - Всеволод Санаев (р. 1912), актёр театра и кино, педагог, народный артист СССР.
- 1997 — Александр Зархи (р. 1908), кинорежиссёр, сценарист, народный артист СССР.
- 1999 — Гонсало Торренте Бальестер (р. 1910), испанский писатель и литературовед.
- 2000 — Фридрих Гульда (р. 1930), австрийский пианист и дирижёр.

### XXI век
- 2001

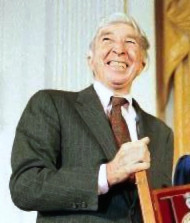
Джон Апдайк, 2009

  - Мария Жозе Бельгийская (р. 1906), единственная дочь короля Бельгии Альберта I, последняя королева Италии (в 1946).
  - Андре Прево (р. 1934), канадский композитор и музыкальный педагог.
  - Вадим Тонков (р. 1932), советский и российский актёр театра и кино, артист эстрады, участник дуэта Вероника Маврикиевна и Авдотья Никитична.
- 2003 — Генрик Яблоньский (р. 1909), польский политический деятель, историк.
- 2006 — Йоханнес Рау (р. 1931), федеральный президент Германии (1999—2004).
- 2008 — Валерий Шумаков (р. 1931), советский и российский врач-трансплантолог, академик, педагог.
- 2009
  - Джон Апдайк (р. 1932), американский писатель, поэт, литературный критик.
  - Вячеслав Осипов (р. 1938), певец оперы и оперетты (тенор), народный артист РСФСР.
- 2010 — Джером Дэвид Сэлинджер (р. 1919), американский писатель.
- 2014 — Пит Сигер (р. 1919), американский фолк-певец, общественный активист.
- 2015 — Чарльз Хард Таунс (р. 1915), американский физик, лауреат Нобелевской премии (1964).
- 2017 — Валерий Болотов (р. 1970), общественный, военный и государственный деятель непризнанной ЛНР.
- 2018 — Ингвар Кампрад (р. 1926), шведский предприниматель, основатель компании IKEA.
- 2025 — Янис Петерс (р. 1939, латышский поэт-песенник и публицист, латвийский дипломат и общественный деятель.

## Народный календарь, приметы и фольклор Руси
День Нины.
- Белые облака обещают мороз.
- Если деревья покрылись инеем — быть теплу.
- Коли в морозный день пошёл снег — к потеплению.
- Если поутру ворона раскаркалась, то следует ждать метель.
- Коли петухи спозаранку закричали в морозный день, то холод скоро отступит[8].